# Haswellia glauerti
Haswellia glauerti är en kräftdjursart som beskrevs av Baker 1929. Haswellia glauerti ingår i släktet Haswellia och familjen klotkräftor. Inga underarter finns listade i Catalogue of Life.